# Pawnee City (Nebraska)
Pawnee City je grad u američkoj saveznoj državi Nebraska. Prema popisu stanovništva iz 2010. u njemu je živjelo 878 stanovnika.